# Teela
Teela je izmišljeni lik iz multimedijalne franšize Gospodari svemira. Kapetanica je kraljevske garde u kraljevskoj palači Eternosa i posvojena kći Man-At-Armsa te pripadnica Herojskih ratnika odgovorna za zaštitu i treniranje princa Adama, kojeg voli, ali smatra kukavicom, budući da nestane svaki put kada nastupi sukob zbog potrebe neopažene preobrazbe u He-Mana, najmoćnijeg čovjeka u svemiru.
Teela se bori zajedno s He-Manom protiv sila zla, ali nije svjesna njegova stvarnog identiteta.

## Povijest lika
U najranijim mini stripovima prikazuje se Božica Eternije koja nalikuje Teeli, uz razliku što ima zelenu kožu. U kasnijim mini stripovima je objašnjeno kako je Skeletor oteo Božicu i pomoću magije napravio njen klon, kako bi je odgojio da zastupa sile zla. Kasnije je taj koncept priče bio odbačen, a Teela je prikazana kao siroče koje je usvojio Man-at-Arms i odgojio je kao svoju kćer. Njena prva uloga bila je da bude suprotnost Evil-Lyn, međutim i taj je koncept kasnije djelomično odbačen. Ipak, u jednoj od epizoda Filmationove serije He-Man i Gospodari svemira (1983. – 1985.) otkriveno je da je njena majka Čarobnica, novija verzija nekadašnje Božice Eternije i zaštitnica dvorca Siva Lubanja, čija je sudbina zamijeniti svoju majku na mjestu čarobnice.
Teela je odgovorna i neustrašiva ratnica, ali i pomalo nagle naravi, što joj ponekad stvara probleme. Zadirkuje princa Adama, vjerujući kako je on slabić, jer ustupa svoje mjesto He-Manu svaki put kada se pojavi neka nevolja.

## Originalni mini stripovi
U najstarijim mini stripovima Teela je isprva bila Božanska ratnica, pravim imenom Teela-Na, odvažna ratnica zelene boje kože. Nešto kasnije, priča je izmijenjena na način da je Teelu stvorio gospodar zla Skeletor kloniranjem Božanske ratnice (prva verzija Čarobnice dvorca Siva Lubanja). U drugoj U kasnijim mini stripovima ta je verzija priče bila odbačena.

## Televizijska adaptacija lika

### He-Man i Gospodari svemira (1983. – 1985.)
U Filmationovoj animiranoj TV seriji iz 1980-ih, Teelu je pronašao Man-At-Arms kao bebu u gnijezdu prilikom napada Skeletorovih Zlih ratnika na Čarobnicu te ju je odgojio kao vlastitu kćer, budući da ju majka zbog svoje odgovornosti za sudbinu dvorca Siva Lubanja i čitave Eternije nije mogla uzeti pod svoju skrb.
Tvrdoglava i odlučna Teela je narasla i postala kapetanica Kraljevske straže, a otac ju je naučio borbenim vještinama. Jedna je od Herojskih ratnika, prijateljica princa Adama i suradnica njegova alter ega He-Mana, ali za razliku od svog oca ne zna da su Adam i He-Man jedna osoba.
U jednom trenutku, Teela je doznala da je Čarobnica njena majka, ali je Čarobnica izbrisala tu spoznaju iz njena pamćenja, premda je Teela nastavila osjećati posebnu emocionalnu vezu s njom.
Teela se pojavila i u spin-offu He-Mana i Gospodara svemira, animiranoj seriji She-Ra: Princeza moći, a bila je jedna od likova u dugometražnim animiranim filmovima He-Man i She-Ra: Tajna mača te He-Man i She-Ra: Božićno izdanje.

### Gospodari svemira (1987.)
Glumica Chelsea Field portretirala je Teelu u fantastičnom filmu Gospodari svemira (1987.). Za razliku od animirane serije i mini stripova, u filmu koristi laserski pištolj i ima smeđu, umjesto narančasto-crvenu kosu.

### Nove pustolovine He-Mana
Teela se pojavljuje samo jednom u animiranom serijalu Nove pustolovine He-Mana (1989. – 1991.), u epizodi Once Upon a Time, gdje dolazi s Eternije u pomoć He-Manu koji se nalazi u budućnosti na planeti Prime. Njen izgled je posve drugačiji nego u prethodnim izdanjima, prikazana je s plavom kosom i potpuno drugačijom odjećom.

### He-Man i Gospodari svemira (2002. – 2004.)
U novoj animiranoj seriji s početka 2000-ih Teelin lik je baziran na originalnoj animiranoj seriji, uz poneke vizualne izmjene. Teela je tinejdžerica i dobra prijateljica princa Adama. Kao i u originalnoj seriji, vjeruje da je Adam kukavica, jer nestaje čim se dogodi nekakav sukob. Vješta je u borbi, hrabra i neovisna. U ovoj verziji priče, Man-At-Arms je također Teelin očuh, a majka joj je Čarobnica dvorca Siva Lubanja.

### Gospodari svemira: Otkriće
Teela je šokirana spoznajom da su joj tajili da je princ Adam bio zapravo He-Man. Shrvana njegovom pogibljom i tajnom koju su skrivali od nje, Teela je napustila službu kapetanice Kraljevske straže i napustila Kraljevsku palaču i prijestolnicu Eternos. Nekoliko godina kasnije, Teela je posrednik u traganju za dragocjenim i tajanstvenim predmetima. Radi zajedno s mladom djevojkom Androm.
Budući da je Skeletor uništio zajedno sa sobom i He-Manom i Kristalnu sferu koja je davala magičnu moć čitavoj Eterniji i svemiru u čijem se središtu nalazi planet Eternija, postalo je potrebno ponovno iskovati oštećeni, odnosno razdvojeni, Mač Moći. U tu svrhu su se Man-At-Arms, Orko i Roboto uputili u Preterniju, rajski svijet u kojem žive preminuli junaci Eternije. Teela se nevoljko pridružila skupini, zajedno s prijateljicom Androm. U Preterniji su se susreli s princom Adamom te je između njega i Teele zavladao osjećaj tenzije, ali i tuge. Kada je mač ponovno iskovan, princ Adam se vratio u život na Eterniju. Prilikom obnove moći Kristalne sfere u dvorcu Siva Lubanja, odjednom se pojavio Skeletor koji je sačuvao i zaštitio svoju životnu esenciju u kristalnoj kugli na vrhu magičnog štapa Evil-Lyn te je opet smrtno ranio princa Adama i preuzeo njegov Mač Moći i pretvorio se u moćnog Skele-Boga.
Suočeni s mogućnošću uništenja Eternije i čitavog svemira, Teela je spoznala svoju čarobnu moć nasljeđenu od njene majke, Čarobnice dvorca Siva Lubanja, uz pomoć koje je spasila život princu Adamu.

### He-Man i Gospodari svemira (2021. – ...)
U drugoj Netflixovoj  animiranoj seriji, namjenjenoj dječjoj publici, Teela je mlada čarobnica koju unajmljuju Kronis i Evelyn da za njih ukrade čarobni Mač Moći iz trezora kraljevske palače Eternosa. Međutim, nakon krađe Teela dobija telepatsku poruku čarobnice dvorca Siva Lubanja koja je nagna da ne preda mač Kronisu i Evelyn, već da ga donese njegovom istinskom vlasniku. Trag je odvede u prašumu do Tigrova plemena gdje Mač Moći otkrije Adama kao svog pravog vlasnika i preobrazi ga u He-Mana. He-Man, odnosno njegov alter ego Adam okuplja tim sastavljen od Krass'tine, Duncana, Straška i Teele koji se sukobljava s Adamovim stricem Keldorom kojeg sile dvorca Siva Lubanja preobražavaju u Skeletora. Kasnije Adam svoju čarobnu moć dijeli sa svojim timom Gospodara svemira te Krass'tine postaje Ram Ma'am, Duncan Man-At-Arms, Straško Borbeni Mačak, a Teela nova Čarobnica dvorca Siva Lubanja.

## Vanjske poveznice
- Teela – he-man.fandom.com (engl.)